# Miltogramma mongolicus
Miltogramma mongolicus är en tvåvingeart som beskrevs av Yu. G. Verves 1982. Miltogramma mongolicus ingår i släktet Miltogramma och familjen köttflugor.
Artens utbredningsområde är Mongoliet. Inga underarter finns listade i Catalogue of Life.